# دوغلاس لوت
دوغلاس لوت (بالإنجليزية: Douglas Lute)‏ (و. 1952 – م) هو دبلوماسي من الولايات المتحدة الأمريكية ولد في ميشيغان سيتي.

## التعليم
تعلم في كلية كينيدي بجامعة هارفارد، وجامعة هارفارد، والأكاديمية العسكرية الأمريكية.